# Equipo de Copa Davis de San Marino
El Equipo de Copa Davis de San Marino es el representativo de San Marino en la máxima competición internacional a nivel de naciones del tenis y está regido por la Federación de Tenis de San Marino.

## Plantel actual (2019 – 2020)
- Marco De Rossi
- Domenico Vicini
- Tommaso Simoncini
- Filippo Tommesani

## Resultados
| Edición | Zona                             | Rival                | Sede       | Resultado |
| ------- | -------------------------------- | -------------------- | ---------- | --------- |
| 1993    | Europa/África – Grupo III Zona A | Eslovenia            | Lusaka     | 1 – 2     |
| 1993    | Europa/África – Grupo III Zona A | Letonia              | Lusaka     | 0 – 3     |
| 1993    | Europa/África – Grupo III Zona A | Congo                | Lusaka     | 3 – 0     |
| 1993    | Europa/África – Grupo III Zona A | Zambia               | Lusaka     | 0 – 3     |
| 1993    | Europa/África – Grupo III Zona A | Turquía              | Lusaka     | 0 – 3     |
| 1994    | Europa/África – Grupo III Zona A | Zambia               | Abiyán     | 2 – 1     |
| 1994    | Europa/África – Grupo III Zona A | Georgia              | Abiyán     | 1 – 2     |
| 1994    | Europa/África – Grupo III Zona A | Yibuti               | Abiyán     | 3 – 0     |
| 1994    | Europa/África – Grupo III Zona A | Costa de Marfil      | Abiyán     | 0 – 3     |
| 1995    | Europa/África – Grupo III Zona A | Grecia               | San Marino | 1 – 2     |
| 1995    | Europa/África – Grupo III Zona A | Togo                 | San Marino | 3 – 0     |
| 1995    | Europa/África – Grupo III Zona A | Yugoslavia           | San Marino | 0 – 3     |
| 1995    | Europa/África – Grupo III Zona A | Benín                | San Marino | 2 – 1     |
| 1995    | Europa/África – Grupo III Zona A | Moldavia             | San Marino | 2 – 1     |
| 1996    | Europa/África – Grupo III Zona A | Islandia             | Estambul   | 3 – 0     |
| 1996    | Europa/África – Grupo III Zona A | Azerbaiyán           | Estambul   | 3 – 0     |
| 1996    | Europa/África – Grupo III Zona A | Lituania             | Estambul   | 0 – 3     |
| 1996    | Europa/África – Grupo III Zona A | Sudán                | Estambul   | 3 – 0     |
| 1996    | Europa/África – Grupo III Zona A | Senegal              | Estambul   | 1 – 2     |
| 1996    | Europa/África – Grupo III Zona A | Etiopía              | Estambul   | 3 – 0     |
| 1997    | Europa/África – Grupo III Zona A | Macedonia            | Dakar      | 0 – 3     |
| 1997    | Europa/África – Grupo III Zona A | Turquía              | Dakar      | 0 – 3     |
| 1997    | Europa/África – Grupo III Zona A | Etiopía              | Dakar      | 2 – 1     |
| 1997    | Europa/África – Grupo III Zona A | Armenia              | Dakar      | 3 – 0     |
| 1997    | Europa/África – Grupo III Zona A | Bosnia y Herzegovina | Dakar      | 0 – 3     |
| 1998    | Europa/África – Grupo III Zona B | Turquía              | Skopie     | 0 – 3     |
| 1998    | Europa/África – Grupo III Zona B | Nigeria              | Skopie     | 0 – 3     |
| 1998    | Europa/África – Grupo III Zona B | Malta                | Skopie     | 1 – 2     |
| 1998    | Europa/África – Grupo III Zona B | Moldavia             | Skopie     | 1 – 2     |
| 1998    | Europa/África – Grupo III Zona B | Malta                | Skopie     | 2 – 1     |
| 1999    | Europa/África – Grupo IV         | Azerbaiyán           | Acra       | 1 – 2     |
| 1999    | Europa/África – Grupo IV         | Botsuana             | Acra       | 1 – 2     |
| 1999    | Europa/África – Grupo IV         | Uganda               | Acra       | 2 – 1     |
| 1999    | Europa/África – Grupo IV         | Madagascar           | Acra       | 1 – 2     |
| 2000    | Europa/África – Grupo IV Zona A  | Zambia               | Kampala    | 1 – 2     |
| 2000    | Europa/África – Grupo IV Zona A  | Namibia              | Kampala    | 1 – 2     |
| 2000    | Europa/África – Grupo IV Zona A  | Etiopía              | Kampala    | 2 – 1     |
| 2001    | Europa/África – Grupo IV Zona A  | Gabón                | Nicosia    | 3 – 0     |
| 2001    | Europa/África – Grupo IV Zona A  | Túnez                | Nicosia    | 1 – 2     |
| 2001    | Europa/África – Grupo IV Zona A  | Uganda               | Nicosia    | 3 – 0     |
| 2001    | Europa/África – Grupo IV Zona A  | Burkina Faso         | Nicosia    | 2 – 1     |
| 2001    | Europa/África – Grupo IV Zona A  | Azerbaiyán           | Nicosia    | 1 – 2     |
| 2002    | Europa/África – Grupo IV Zona B  | Nigeria              | San Marino | 2 – 1     |
| 2002    | Europa/África – Grupo IV Zona B  | Uganda               | San Marino | 3 – 0     |
| 2002    | Europa/África – Grupo IV Zona B  | Azerbaiyán           | San Marino | 1 – 2     |
| 2002    | Europa/África – Grupo IV Zona B  | Georgia              | San Marino | 0 – 3     |
| 2002    | Europa/África – Grupo IV Zona B  | Liechtenstein        | San Marino | 2 – 0     |
| 2003    | Europa/África – Grupo IV Zona A  | Zambia               | San Marino | 3 – 0     |
| 2003    | Europa/África – Grupo IV Zona A  | Mauricio             | San Marino | 3 – 0     |
| 2003    | Europa/África – Grupo IV Zona A  | Ruanda               | San Marino | 3 – 0     |
| 2003    | Europa/África – Grupo IV Zona A  | Kenia                | San Marino | 1 – 2     |
| 2003    | Europa/África – Grupo IV Zona A  | Islandia             | San Marino | 1 – 2     |
| 2004    | Europa/África – Grupo IV Zona A  | Senegal              | Dakar      | 3 – 0     |
| 2004    | Europa/África – Grupo IV Zona A  | Nigeria              | Dakar      | 0 – 3     |
| 2004    | Europa/África – Grupo IV Zona A  | Malí                 | Dakar      | 3 – 0     |
| 2004    | Europa/África – Grupo IV Zona A  | Gabón                | Dakar      | 3 – 0     |
| 2005    | Europa/África – Grupo IV Zona B  | Túnez                | Dublín     | 0 – 3     |
| 2005    | Europa/África – Grupo IV Zona B  | Turquía              | Dublín     | 0 – 3     |
| 2005    | Europa/África – Grupo IV Zona B  | Chipre               | Dublín     | 0 – 3     |
| 2005    | Europa/África – Grupo IV Zona B  | Islandia             | Dublín     | 1 – 2     |
| 2005    | Europa/África – Grupo IV Zona B  | Nigeria              | Dublín     | 0 – 3     |
| 2006    | Europa/África – Grupo IV         | Islandia             | Marsa      | 1 – 2     |
| 2006    | Europa/África – Grupo IV         | Uganda               | Marsa      | 2 – 1     |
| 2006    | Europa/África – Grupo IV         | Malta                | Marsa      | 2 – 1     |
| 2006    | Europa/África – Grupo IV         | Mauricio             | Marsa      | 1 – 2     |
| 2006    | Europa/África – Grupo IV         | Madagascar           | Marsa      | 0 – 3     |
| 2007    | Europa/África – Grupo III Zona A | Turquía              | El Cairo   | 0 – 3     |
| 2007    | Europa/África – Grupo III Zona A | Islandia             | El Cairo   | 2 – 1     |
| 2007    | Europa/África – Grupo III Zona A | Egipto               | El Cairo   | 0 – 3     |
| 2007    | Europa/África – Grupo III Zona A | Moldavia             | El Cairo   | 0 – 3     |
| 2007    | Europa/África – Grupo III Zona A | Bosnia y Herzegovina | El Cairo   | 0 – 3     |
| 2008    | Europa/África – Grupo IV         | Ruanda               | Ereván     | 3 – 0     |
| 2008    | Europa/África – Grupo IV         | Islandia             | Ereván     | 1 – 2     |
| 2008    | Europa/África – Grupo IV         | Namibia              | Ereván     | 1 – 2     |
| 2009    | Europa/África – Grupo III Zona B | Marruecos            | Túnez      | 0 – 3     |
| 2009    | Europa/África – Grupo III Zona B | Túnez                | Túnez      | 0 – 3     |
| 2009    | Europa/África – Grupo III Zona B | Nigeria              | Túnez      | 0 – 3     |
| 2009    | Europa/África – Grupo III Zona B | Namibia              | Túnez      | 1 – 2     |
| 2009    | Europa/África – Grupo III Zona B | Andorra              | Túnez      | 1 – 2     |
| 2010    | Europa/África – Grupo III Europa | Moldavia             | Marusi     | 0 – 3     |
| 2010    | Europa/África – Grupo III Europa | Armenia              | Marusi     | 0 – 3     |
| 2010    | Europa/África – Grupo III Europa | Grecia               | Marusi     | 0 – 3     |
| 2010    | Europa/África – Grupo III Europa | Montenegro           | Marusi     | 0 – 3     |
| 2010    | Europa/África – Grupo III Europa | Albania              | Marusi     | 3 – 0     |
| 2010    | Europa/África – Grupo III Europa | Islandia             | Marusi     | 1 – 2     |
| 2011    | Europa/África – Grupo III Europa | Macedonia            | Skopie     | 0 – 3     |
| 2011    | Europa/África – Grupo III Europa | Andorra              | Skopie     | 1 – 2     |
| 2011    | Europa/África – Grupo III Europa | Albania              | Skopie     | 2 – 1     |
| 2012    | Europa/África – Grupo III Europa | Andorra              | Sofía      | 1 – 2     |
| 2012    | Europa/África – Grupo III Europa | Lituania             | Sofía      | 0 – 3     |
| 2012    | Europa/África – Grupo III Europa | Malta                | Sofía      | 1 – 2     |
| 2013    | Europa/África – Grupo III Europa | Georgia              | San Marino | 0 – 3     |
| 2013    | Europa/África – Grupo III Europa | Armenia              | San Marino | 3 – 0     |
| 2013    | Europa/África – Grupo III Europa | Montenegro           | San Marino | 1 – 1     |
| 2014    | Europa/África – Grupo III Europa | Turquía              | Szeged     | 0 – 3     |
| 2014    | Europa/África – Grupo III Europa | Estonia              | Szeged     | 0 – 3     |
| 2014    | Europa/África – Grupo III Europa | Albania              | Szeged     | 3 – 0     |
| 2015    | Europa/África – Grupo III Europa | Chipre               | San Marino | 0 – 3     |
| 2015    | Europa/África – Grupo III Europa | Grecia               | San Marino | 0 – 3     |
| 2015    | Europa/África – Grupo III Europa | Armenia              | San Marino | 2 – 0     |
| 2016    | Europa/África – Grupo III Europa | Moldavia             | Tallin     | 0 – 3     |
| 2016    | Europa/África – Grupo III Europa | Malta                | Tallin     | 1 – 2     |
| 2016    | Europa/África – Grupo III Europa | Liechtenstein        | Tallin     | 1 – 2     |
| 2017    | Europa/África – Grupo III Europa | Luxemburgo           | Sozopol    | 0 – 3     |
| 2017    | Europa/África – Grupo III Europa | Liechtenstein        | Sozopol    | 1 – 2     |
| 2017    | Europa/África – Grupo III Europa | Albania              | Sozopol    | 1 – 2     |
| 2017    | Europa/África – Grupo III Europa | Islandia             | Sozopol    | 0 – 2     |
| 2018    | Europa/África – Grupo III Europa | Mónaco               | Plovdiv    | 0 – 3     |
| 2018    | Europa/África – Grupo III Europa | Chipre               | Plovdiv    | 1 – 2     |
| 2018    | Europa/África – Grupo III Europa | Andorra              | Plovdiv    | 1 – 2     |
| 2018    | Europa/África – Grupo III Europa | Albania              | Plovdiv    | 2 – 0     |
| 2019    | Europa/África – Grupo IV Europa  | Irlanda              | San Marino | 1 – 2     |
| 2019    | Europa/África – Grupo IV Europa  | Malta                | San Marino | 1 – 2     |
| 2019    | Europa/África – Grupo IV Europa  | Kosovo               | San Marino | 2 – 1     |
| 2019    | Europa/África – Grupo IV Europa  | Andorra              | San Marino | 2 – 1     |
| 2019    | Europa/África – Grupo IV Europa  | Islandia             | San Marino | 0 – 3     |
| 2020    | Grupo IV África                  | –                    | –          | –         |